# Joseph Faisant
Joseph Faisant est un homme politique français né le 31 décembre 1876 à La Clayette (Saône-et-Loire) et décédé le 22 janvier 1926 à Paris.

## Biographie
Propriétaire, maire de la Clayette en 1908 et conseiller général en 1913, il est député de Saône-et-Loire de 1914 à 1926, siégeant sur les bancs radicaux.

## Sources
- « Joseph Faisant », dans le Dictionnaire des parlementaires français (1889-1940), sous la direction de Jean Jolly, PUF, 1960 [détail de l’édition]